# Kamunary
Kamunary (biał. Камунары; ros. Коммунары) – stacja kolejowa w miejscowości Kościukowicze, w rejonie kościukowickim, w obwodzie mohylewskim, na Białorusi. Położona jest na linii Orsza – Krzyczew – Uniecza. Jedyna stacja kolejowa w mieście.